# بورجوووکا
بورجوووکا (به لهستانی:  Bordziłówka) یک روستا در لهستان است که در گمینا روسسوش واقع شده‌است.